# Fusil M16
El M16 (oficialmente Fusil, Calibre 5,56 mm, M16) es la designación de las Fuerzas Armadas de los Estados Unidos para una variación del fusil AR-15. La compañía Colt compró los derechos del AR-15 a ArmaLite y actualmente solo usa esa designación para versiones semiautomáticas del fusil. El M16 dispara el cartucho 5,56 × 45 OTAN. 
Entró en servicio con el Ejército de los Estados Unidos y fue desplegado por primera vez para las operaciones de la guerra de Vietnam en Vietnam del Sur en 1963, convirtiéndose en el fusil estándar de las FF. AA. estadounidenses en 1969, reemplazando en ese papel al fusil M14. El Ejército de los Estados Unidos mantuvo en servicio al M14 en los Estados Unidos continentales, Europa, y Corea del Sur hasta 1970.
El M16 ha sido ampliamente adoptado por ejércitos de todo el mundo. La producción total de fusiles M16 desde el inicio de su diseño es de ocho millones aproximadamente, siendo una de las armas más producidas de su calibre. El ejército estadounidense ha reemplazado en gran medida el M16 en las unidades de combate de primera línea por una versión más corta y ligera, la carabina M4, que es una versión corta derivada del M16A2.
En abril de 2022, el Ejército estadounidense seleccionó al SIG MCX Spear como ganador del Programa de Armas de Escuadrón de Próxima Generación para reemplazar al M16/M4. El nuevo fusil se designa M7.

## Historia

### Antecedentes
Tradicionalmente el ejército estadounidense era partidario del tiro de precisión a larga distancia; se enseñaba al soldado a disparar desde lejos y acertar al primer disparo. Por tanto se buscaba una munición potente y fusiles que la dispararan con gran precisión, como el M1 Garand.
Terminada la guerra de Corea el ejército estadounidense vio la inutilidad de los cartuchos potentes y decidió buscar seriamente un fusil de asalto que pudiera reemplazar al M1 Garand. En paralelo, siguiendo el camino señalado por Alemania con sus fusiles Stg 44, se investigaba un cartucho menos potente pero eficaz que pudiera emplearse en combate y cuyo resultado final fue el cartucho 5,56 × 45mm OTAN. De hecho, otros países de la OTAN también desarrollaban y probaban armas que disparasen cartuchos de pequeño calibre.
Muchos oficiales pedían que esa nueva arma que fuera ligera, fiable, precisa y que pudiera disparar en modo automático. Al concurso convocado para encontrar el nuevo fusil de asalto se presentaron el FN FAL, dos versiones más pesadas y mejoradas del Garand y el AR-10. El AR-10 era prometedor pero demasiado verde para el momento, por lo que se animó a su diseñador, Eugene Stoner, a madurar el diseño.
El arma finalmente elegida fue el fusil M14. Al ser disparada en modo automático era muy imprecisa e incontrolable. Un cartucho más ligero si permitiría fuego automático más preciso. Además a mucha gente en el Ejército no le parecía que fuera el arma que se necesitaba, sobre todo para la lucha en escenarios en que no se disparaba a grandes distancias. También se quería una arma que permitiera al soldado llevar más munición y evitar que esta se agotara en combate. Además, en la década de 1950 el helicóptero empezaba a requerir infantes ligeros y fuerzas aeromóviles.

### El fusil AR-15
El fusil de asalto AR-15 es una versión mejorada del fusil AR-10 y fue una versión de menor calibre del anteriormente mencionado fusil de combate AR-10, diseñado por Eugene Stoner. Al principio encontró varios obstáculos por parte de los generales y personal de la Agencia de Investigación de Proyectos Avanzados de Defensa o DARPA (siglas en inglés), ya que tenían preferencia por mayores calibres, además de que era el primer fusil de asalto construido con materiales compuestos (acero, aluminio y plástico). El concepto era prometedor para un ejército que veía el futuro en la aeromovilidad al dotar a los soldados con un fusil de asalto y munición más ligeros. El general Willard G. Wyman era consciente de las investigaciones realizadas en municiones y de las ventajas que ofrecía el cartucho de 5,56 mm y pidió a Stoner que diseñara el AR-15 para aprovechar esas ventajas.
El AR-15 esperó dos años para que finalmente lograra ser aceptado dentro de las Fuerzas Armadas; en una demostración, el general Curtis LeMay ordenó 8500 AR-15 para reemplazar a las viejas carabinas M1 y M2 en la defensa de bases aéreas del Comando Estratégico Aéreo; sin embargo, el secretario de defensa Robert McNamara revocó el pedido. 
Esto no impidió que unidades de operaciones especiales y asesores estadounidenses en Vietnam obtuvieran fusiles AR-15. En 1962 se enviaron 1000 fusiles XM177 E1/E2 (AR-15 en realidad) para ser probados en combate por asesores estadounidenses y Rangers sudvietnamitas. Los consejeros estadounidenses constataron las bondades del AR-15 en combate y enviaron informes muy favorables. El Pentágono quería armar al Ejército sudvietnamita con un arma moderna y el AR-15 ofrecía ventajas sobre el M14, al adaptarse mejor por peso y tamaño. Después de múltiples discusiones a inicios de 1963 se realizó un pedido más grande de fusiles para equipar al Ejército de Vietnam del Sur.

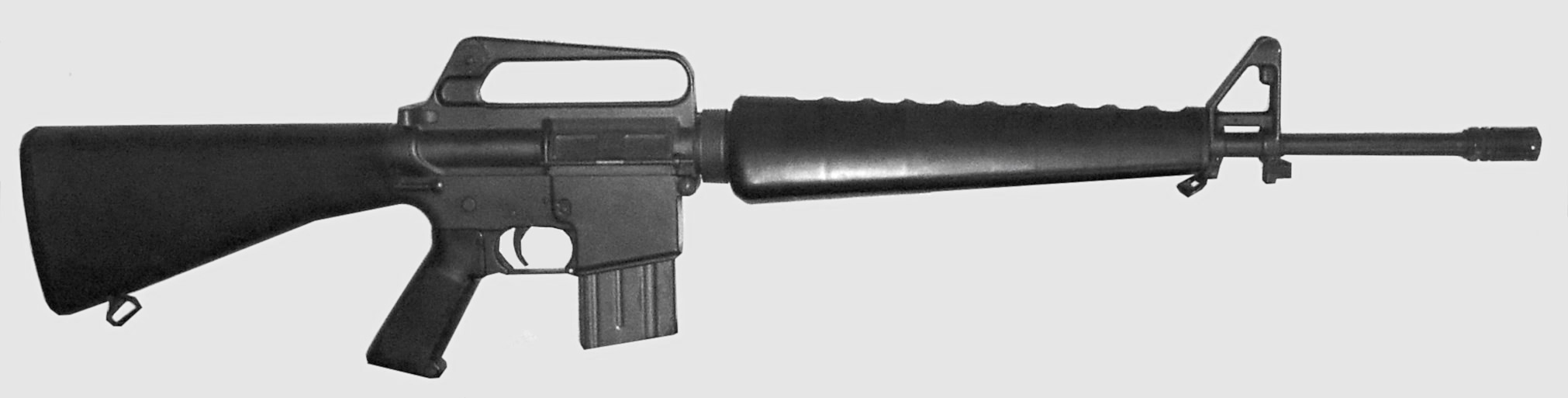
Un M16 de las primeras series.

Ese mismo año Gran Bretaña hizo un pedido de 5000 fusiles AR-15. Su destino eran los soldados que se encontraban luchando en las junglas de Borneo contra las guerrillas patrocinadas por Indonesia. Pronto las unidades que sustituyeron sus fusiles FAL y subfusiles Sterling con estos fusiles enviaron informes favorables, hasta el punto que el 22 Regimiento SAS decidió adoptar el AR-15 como arma estándar.
Finalmente la Fuerza Aérea estadounidense logró en 1963 autorización para comprar 19 000 AR-15, mientras que el Ejército compró 85.000 unidades del AR-15. A estos primeros fusiles se les denominó XM16E1 ya que todavía se encontraba en forma experimental y tenían un uso limitado, principalmente lucha en la jungla. Parte del pedido del Ejército estaba planeado que se destinaría a equipar a Vietnam del Sur, reemplazando su viejo armamento por fusiles modernos.

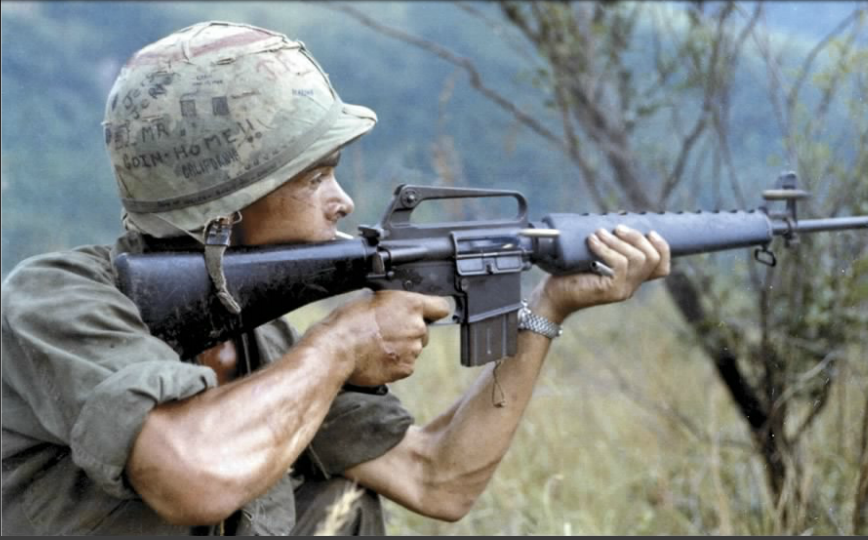
Un soldado estadounidense disparando su M16A1 en la guerra de Vietnam.

### Vietnam
En 1963 las Fuerzas Especiales lograron el respaldo del presidente Kennedy y del secretario de Defensa McNamara para comprar fusiles AR-15. Las fuerzas aerotransportadas y la CIA les siguieron. Todos ellos tenían en mente su uso en Vietnam. Así se había logrado finalmente la compra de decenas de miles de AR-15. Cuando los AR-15 fueron incorporados como reemplazo del M14, se les dio la designación militar M16. Debido a que el M14 se había mostrado inferior al AK-47 en los primeros combates el M16 fue muy bien recibido, e incluso se promovió públicamente por el general Westmoreland su incorporación lo más rápido que fuera posible. Así pues se pasó rápidamente una orden a Colt en 1966 para la compra de 850 000 M16 que debían equipar al Ejército estadounidense y a sus aliados.
El diseño del AR-15 sin embargo fue echado a perder en este momento por la burocracia del Pentágono, que insistió en militarizar su diseño, introduciendo cambios en los fusiles XM16E1 adquiridos por el US Army, lo que acabó con una investigación del Congreso en 1967 debido a las quejas de los soldados. Un oficial, saltándose la cadena de mando, escribió una carta a un senador quien, al investigar que estaba pasando, movió las palancas necesarias para que todo cambiara.

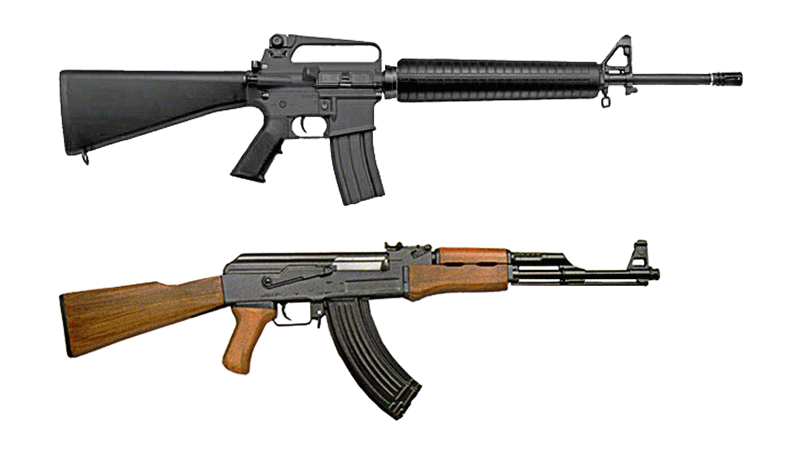
Comparativa del M16 y el AK-47.

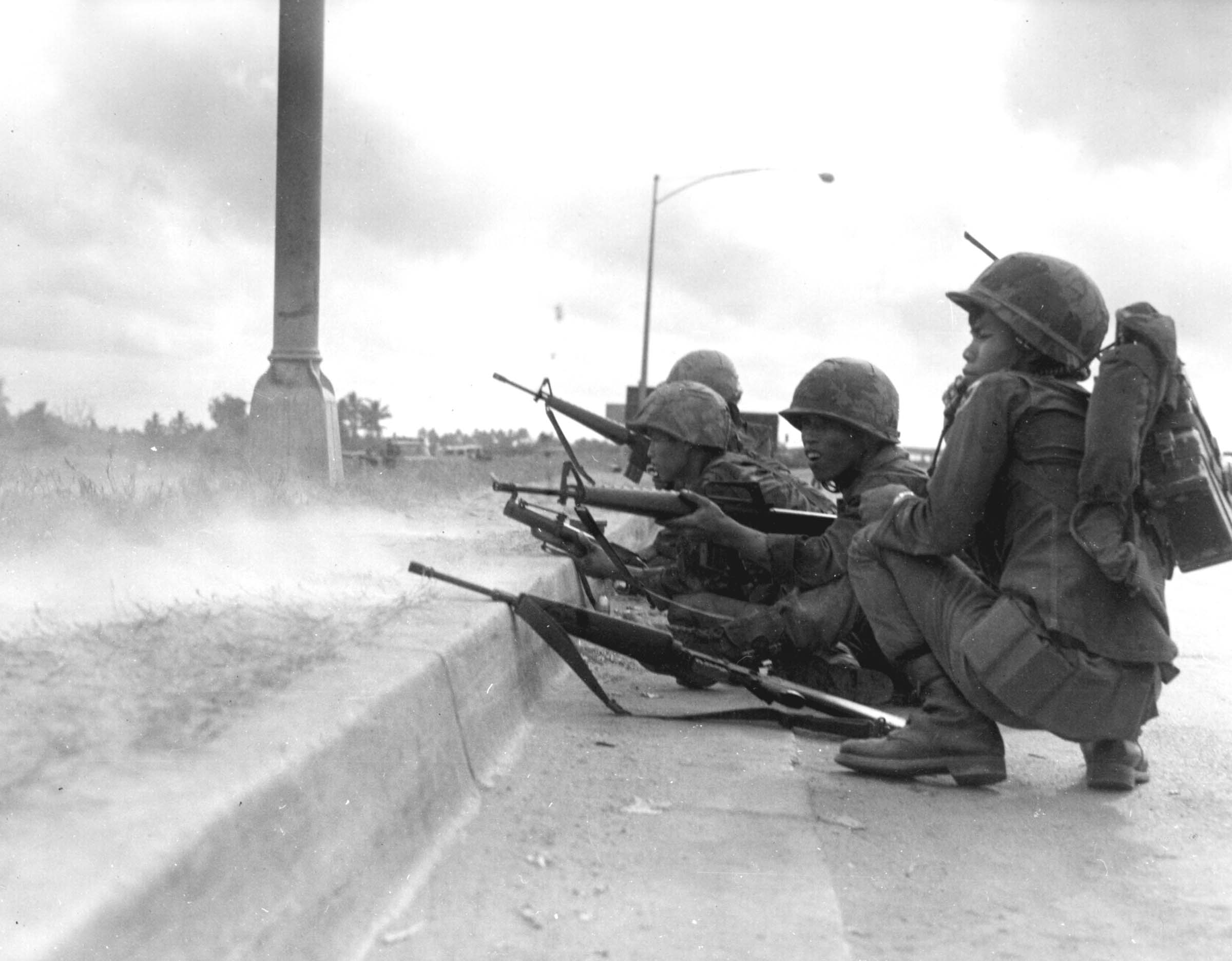
Soldados sudvietnamitas armados con fusiles M16 durante la Ofensiva del Tet, 1968.

Los cambios introducidos en el nuevo diseño crearon un arma que resultaba una pesadilla para el mantenimiento y que solía sufrir interrupciones en combate. Para empezar el ejército decidió introducir un nuevo cartucho cuya carga propulsora dejaba abundantes residuos. Además introdujeron cambios en el cañón y en la recámara, que aceleraban la corrosión y el desgaste que sufría el M16 debido a las condiciones de humedad de Vietnam y al empleo en combate. A principios de la guerra de Vietnam el M16 adquirió una pésima reputación debido a los numerosos encasquillamientos que sufrían los M16 en combate, al quedarse atascados los casquillos disparados. Para agravar el problema el Ejército ni enseñó como limpiar el arma a los soldados ni les distribuyó el equipo de limpieza, ya que el fabricante informó que no era necesario. Las armas sucias se atascaban constantemente, lo cual para muchos en pleno combate fuese un voto seguro a la perdición. En el momento más imprevisto podía atascarse (y, de hecho, solía hacerlo) dándose la necesidad de que el usuario tuviera que disparar con su arma auxiliar o con otra facilitada por sus compañeros. En estas condiciones, era frecuente que se llegara al punto de que muchos marines dejaran de lado sus M16 y combatieran con las armas enemigas capturadas (generalmente modelos basados en el AK-47). Al pasar del tiempo se fueron entregando equipos de limpieza y se le instruyó a los soldados de su uso, aunque incluso antes de ello se vio el caso de marines que, intentando resolver el problema, usaban cepillos de dientes para limpiar los residuos y la suciedad del interior de sus fusiles, aunque esto no fue suficiente debido a los otros defectos de esas series del M16. En el transcurso del conflicto se fabricaron versiones más resistentes y duraderas, que incluían mejoras.

Los primeros modelos solo disponían de cargadores de 20 cartuchos, lo que suponía una desventaja frente a los, irónicamente, más antiguos fusiles AK-47 soviéticos y Tipo 56 chinos. Otra queja era la forma del apagallamas, que dificultaba el movimiento en la selva, ya que se enganchaba en la vegetación.

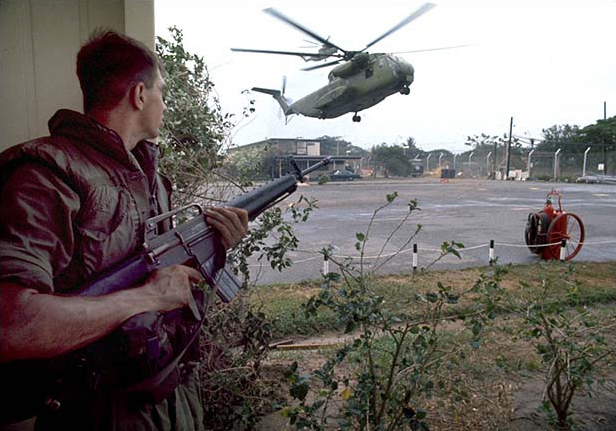
Un Marine estadounidense con su M16A1 durante la Caída de Saigón.

### Mejoras
Con la introducción de un tipo nuevo de cartucho y la realización de mejoras, el M16 fue aumentando gradualmente su fiabilidad. En 1967 las fábricas de Colt fabricaron unas 45 000 unidades por mes del M16A1. En la Ofensiva del Tet de 1968 el poder del producto de las mejoras quedó patente. El Frente Nacional de Liberación de Vietnam comenzó a respetar el M16 debido a las numerosas bajas que sufría, a lo que también ayudó que el Ejército sudvietnamita y otros ejércitos aliados reemplazaran sus viejas armas con el M16. Hacia el final de la guerra de Vietnam en abril de 1975, se estima que se habían suministrado unos 950 000 fusiles M16 y M16A1 a los ejércitos aliados y estadounidense. En lo que respecta al ejército survietnamita el fusil M16, se reservó primordialmente para las unidades estadounidenses, entregándose inicialmente pocas cantidades a los survietnamitas.
Hacia 1970 ya se habían incluido kits de limpieza en el fusil, se incluía en la instrucción a los soldados como mantener el fusil limpio y además se introdujeron los cargadores de 30 cartuchos. 
En 1977 la OTAN comenzó a estudiar adoptar el calibre 5,56 mm. como estándar. En 1980, durante los ensayos de la OTAN para seleccionar munición nueva de 5,56 mm, el M16A1 resultó mucho más fiable que las otras armas durante el disparo.
El M16A1 fue exportado a muchos ejércitos occidentales y empleado en combate en la guerra civil de El Salvador, guerra del Líbano, así como en los conflictos en que tomó parte el Ejército Británico (Malvinas, Omán o Adén).

### M16A1
El Ejército de los EE. UU. XM16E1 era esencialmente la misma arma que el M16 con la adición de una asistencia hacia adelante y las muescas correspondientes en el portador del cerrojo. El M16A1 fue el modelo de producción finalizado en 1967 y se fabricó hasta 1982.
Para abordar los problemas planteados por el ciclo de prueba del XM16E1, un supresor de flash de jaula de pájaros cerrado reemplazó al supresor de flash de tres puntas del XM16E1 que se enganchaba en ramitas y hojas. Se realizaron varios otros cambios después de numerosos problemas en el campo. Los kits de limpieza se desarrollaron y emitieron mientras se introducían barriles con cámaras cromadas y más tarde orificios completamente revestidos.
Con estos y otros cambios, la tasa de mal funcionamiento disminuyó lentamente y los nuevos soldados generalmente no estaban familiarizados con los problemas iniciales. Se construyó una nervadura en el costado del receptor en el XM16E1 para ayudar a evitar presionar accidentalmente el botón de liberación del cargador mientras se cierra la tapa del puerto de expulsión. Esta nervadura se extendió más tarde en los M16A1 de producción para ayudar a evitar que la liberación del cargador se presionara inadvertidamente. El orificio en el perno que acepta el pasador de la leva se engarzó hacia adentro en un lado, de tal manera que el pasador de la leva no se puede insertar con el perno instalado al revés, lo que provocaría fallas en la expulsión hasta que se corrija. El M16A1 tuvo un uso limitado en las capacidades de formación hasta principios de la década de 2000, pero ya no está en servicio activo con los EE. UU., aunque sigue siendo de dotación oficial en muchos ejércitos del mundo.

### M16A2
El desarrollo del rifle M16A2 fue solicitado originalmente por el Cuerpo de Marines de los Estados Unidos como resultado de la experiencia de combate en Vietnam con el XM16E1 y M16A1. Fue adoptado oficialmente por el Departamento de Defensa como el "Rifle de EE. UU., 5,56 mm, M16A2" en 1982. Los marines fueron la primera rama de las Fuerzas Armadas de EE. UU. En adoptarlo, a principios y mediados de la década de 1980, con los Estados Unidos. El ejército siguió su ejemplo a fines de la década de 1980.
Las modificaciones al M16A2 fueron extensas. Además de la nueva cámara STANAG 4172 de 5,56 × 45 mm NATO y el estriado que lo acompaña, el cañón se fabricó con un grosor mayor en la parte delantera de la mira delantera, para resistir la flexión en el campo y permitir un período más largo. de fuego sostenido sin sobrecalentamiento. El resto del cañón se mantuvo en el grosor original para permitir la instalación del lanzagranadas M203 . Se agregó una nueva mira trasera ajustable, lo que permite marcar la vista trasera para ajustes de rango específicos entre 300 y 800 metros para aprovechar al máximo las características balísticas de las nuevas rondas SS109 y permitir ajustes de viento sin la necesidad de una herramienta o cartucho.La confiabilidad del arma también permitió que se usara ampliamente en las divisiones de operaciones especiales de la Infantería de Marina. El supresor de flash se modificó nuevamente, esta vez para estar cerrado en la parte inferior para que no levantara tierra o nieve cuando se dispara desde la posición de decúbito prono y actúa como un compensador de retroceso . 
La empuñadura delantera se modificó de la forma triangular original a una redonda, que se adapta mejor a las manos más pequeñas y podría adaptarse a los modelos más antiguos del M16. Los nuevos guardamanos también eran simétricos, por lo que las armerías no necesitan separar los repuestos de la mano derecha y la izquierda. El anillo de retención del guardamanos se estrechó para facilitar la instalación y desinstalación de los guardamanos. Se agregó una muesca para el dedo medio a la empuñadura de pistola, así como más textura para mejorar el agarre. La culata se alargó 5 ⁄ 8  pulgadas (15,9 mm).La nueva culata se volvió diez veces más resistente que la original debido a los avances en la tecnología de polímeros desde principios de la década de 1960. Las cepas originales M16 estaban hechas de resina fenólica impregnada de celulosa; las nuevas existencias se diseñaron a partir de polímeros termoendurecibles rellenos de vidrio de DuPont Zytel. La nueva culata incluía una cantonera de polímero completamente texturizada para un mejor agarre en el hombro, y conservaba un panel para acceder a un pequeño compartimento dentro de la culata, que a menudo se usa para almacenar un kit de limpieza básico. La bala más pesada reduce la velocidad

 de salida de 3.200 pies por segundo (980 m / s) a aproximadamente 3.050 pies por segundo (930 m / s). 
El A2 utiliza un estriado de giro 1: 7 más rápido para estabilizar adecuadamente las municiones trazadoras NATO L110 / M856 de 5,56 × 45 mm. Se incorporó un deflector de caja gastada en el receptor superior inmediatamente detrás del puerto de expulsión para evitar que las cajas golpeen a los usuarios zurdos. La acción también se modificó, reemplazando la configuración completamente automática con una configuración de ráfaga de tres rondas. Cuando se usa un arma completamente automática, las tropas sin experiencia a menudo mantienen presionado el gatillo y "rocían" cuando están bajo fuego. El Ejército de los EE. UU. Concluyó que los grupos de tres disparos brindan una combinación óptima de conservación de municiones, precisión y potencia de fuego. El USMC ha retirado el M16A2 en favor del M16A4 más nuevo; algunos M16A2 permanecen en servicio con la Reserva del Ejército de EE. UU. y la Guardia Nacional,Fuerza Aérea, Marina y Guardacostas.

### M16A3
El M16A3 es una versión modificada del M16A2 adoptada en pequeñas cantidades por las unidades SEAL , Seabee y Security de la Marina de los EE. UU . [183] Cuenta con el grupo de disparo M16A1 que proporciona modos "seguro", "semiautomático" y "completamente automático" en lugar de los modos "seguro", "semiautomático" y "ráfaga" del A2. De lo contrario, es externamente idéntico al M16A2.

### M16A4
El M16A4 es la cuarta generación de la serie M16. Está equipado con un asa de transporte extraíble y un riel Picatinny cuádruple de longitud completa para montar ópticas y otros dispositivos auxiliares. El FN M16A4, que utiliza fuego selectivo seguro / semi / ráfaga, se convirtió en un problema estándar para el Cuerpo de Marines de EE. UU.
Los rifles militares también están equipados con un protector de mano Knight's Armament Company M5 RAS, que permite colocar empuñaduras verticales, láseres, luces tácticas y otros accesorios, acuñando la designación M16A4 MWS (o Modular Weapon System) en los manuales de campo del Ejército de EE. UU. [184]
Colt también produce modelos M16A4 para compras internacionales:
- R0901 / NSN 1005-01-383-2872 (seguro / semiautomático)
- R0905 (Seguro / Semi / Ráfaga)

Un estudio de cambios significativos en los rifles Marine M16A4 publicado en febrero de 2015 describió varias características nuevas que podrían agregarse a partir de componentes económicos y disponibles. Esas características incluían: un compensador de boca en lugar del supresor de flash para controlar el retroceso y permitir disparos de seguimiento más rápidos, aunque a costa del ruido y la firma del flash y la posible sobrepresión en espacios reducidos; un cañón más pesado y / o de flotación libre para aumentar la precisión de 4.5 MOA (minuto (s) de ángulo) a potencialmente 2 MOA; cambiar la retícula en la óptica de combate del rifle de forma de cheurón al semicírculo con un punto en el centro utilizado en el M27 IAR's Squad Day Optic para no oscurecer el objetivo a larga distancia; usar un grupo de gatillo con una fuerza de tracción más consistente, incluso una reconsideración de la capacidad de explosión; y la adición de mangos de carga ambidiestros y liberadores de cerrojo para un uso más fácil con tiradores zurdos. 
En 2014, las unidades de la Infantería de Marina recibieron un número limitado de existencias ajustables en lugar de las existencias fijas tradicionales para que sus M16A4 se entreguen a los Marines más pequeños que tendrían problemas para alcanzar cómodamente el gatillo cuando llevaban chalecos antibalas. Las existencias ajustables se agregaron como un accesorio autorizado estándar, lo que significa que las unidades pueden usar fondos de operaciones y mantenimiento para comprar más si es necesario. 
La Infantería de Marina había mantenido durante mucho tiempo el M16 de longitud completa como su rifle de infantería estándar, pero en octubre de 2015 se aprobó el cambio a la carabina M4 como el arma estándar, lo que le dio a los infantes de marina un arma más pequeña y compacta. Ya hay suficientes M4 en el inventario para volver a equipar todas las unidades necesarias para septiembre de 2016, y los M16A4 se moverán para apoyar a los Marines que no sean de infantería.

### Actualidad
En la década de 1980 se creó la versión M16A2 para atender la petición de mejoras del M16A1 teniendo en cuenta las experiencias de Vietnam. Esta versión solo tiene modo semiautomático y ráfaga corta (tres disparos). El cañón está rayado para usar tanto la munición OTAN SS-109 de 5,56 mm, así como tipos anteriores de balas del mismo calibre. La culata, pistolete y guardamanos se hicieron de un material plástico más fuerte.
En la actualidad los Estados Unidos utilizan el M16A3 y M16A4, más modernos que el M16A2, que fue la versión mejorada del M16A1, con una serie de características que lo convierten en un arma mejorada, como el nuevo apagallamas, el guardamano reforzado y texturizado para una mayor sujeción por parte del tirador, etc. Otra novedad de la versión A2 es que puede disparar de dos maneras, semiautomático o bien en ráfaga corta (tres disparos); esto es debido a la dificultad de muchos soldados para controlar las armas al disparar en modo automático, ya que, en el nerviosismo del combate, vacían los cargadores en pocos segundos. Aunque en la actualidad la M16A3 es la única de la serie que dispara en modo automático.

## Producción
El M16 es uno de los fusiles calibre 5,56 mm más extensamente fabricado en el mundo. Actualmente, el sistema M16/M4 está en uso por 15 países de la OTAN y más de 80 países en el mundo. Juntos, los Estados Unidos y Canadá (en este país denominado Diemaco C7) han producido más de ocho millones de unidades, permaneciendo aproximadamente el 90 % aún en operación.
En servicio de Estados Unidos, el M16 principalmente reemplazó a las series del fusil M14, del M1 Garand y de la carabina M1 como fusil estándar de infantería, y en menor medida, algunos de los usos del Fusil automático Browning. El M14 continúa en servicio en Estados Unidos, pero no como fusil de servicio estándar; ahora solo es usado como fusil de francotirador, fusil de tirador designado y varias áreas del nicho más pequeñas.

## Usuarios
Además de los Estados Unidos (el país de origen), los usuarios del fusil M16 y sus variantes incluyen: 
- Afganistán
- Albania
- Argentina
- Brasil
- Bolivia
- Colombia
- México
- Perú
- Israel
- Irak
- Italia
- Jamaica
- Japón
- Venezuela
- Paraguay
- El Salvador
- República Dominicana

## Sumario
El Colt 603 fue el modelo definitivo del M-16, solucionados los problemas iniciales, y junto con el XM-16 fue el más habitual en Vietnam.
| Colt modelo N.º | Designación militar        | Longitud del cañón | Cañón                     | Guardamano                 | Culata                  | Pistolete | Cajón de mecanismos, segmento inferior | Cajón de mecanismos, segmento superior | Alza              | Punto de mira              | Accesorios                             | Desatascador? | Deflector de vainas? | Tope de bayoneta? | Posiciones del selector                     |
| --------------- | -------------------------- | ------------------ | ------------------------- | -------------------------- | ----------------------- | --------- | -------------------------------------- | -------------------------------------- | ----------------- | -------------------------- | -------------------------------------- | ------------- | -------------------- | ----------------- | ------------------------------------------- |
| 601             | AR-15                      | 508 mm             | A1 profile (1:14 twist)   | Triangular, verde o marrón | A1 fija, verde o marrón | A1        | A1                                     | A1                                     | A1                | A1                         | Apagallamas tipo "Pico de pato"        | No            | No                   | Si                | Seguro-Semiautomático-Automático            |
| 602             | AR-15 o XM16               | 508 mm             | A1 profile (1:12 twist)   | Triangular                 | A1 fija                 | A1        | A1                                     | A1                                     | A1                | A1                         | Apagallamas "Pico de pato" o "Trípode" | No            | No                   | Si                | Seguro-Semi-Auto                            |
| 603             | XM16E1                     | 508 mm             | A1 profile (1:12 twist)   | Triangular                 | A1 fija                 | A1        | A1                                     | A1                                     | A1                | A1                         | Apagallamas "Trípode" o M16A1 "Jaula"  | Si            | No                   | Si                | Seguro-Semi-Auto                            |
| 603             | M16A1                      | 508 mm             | A1 profile (1:12 twist)   | Triangular                 | A1 fija                 | A1        | A1                                     | A1                                     | A1                | A1                         | Apagallamas M16A1 "Jaula"              | Si            | No                   | Si                | Seguro-Semi-Auto                            |
| 604             | M16                        | 508 mm             | A1 profile (1:12 twist)   | Triangular                 | A1 fija                 | A1        | A1                                     | A1                                     | A1                | A1                         | Apagallamas "Trípode" o M16A1 "Jaula"  | No            | No                   | Si                | Seguro-Semi-Auto                            |
| 645             | M16A1E1/PIP                | 508 mm             | A2 profile (1:7 twist)    | Acanalado                  | A2 fija                 | A1        | A1 or A2                               | A1 or A2                               | A1 or A2          | A2                         | Apagallamas M16A1 o M16A2 "Jaula"      | Si            | Si o No              | Si                | Seguro-Semi-Auto o Seguro-Semi-Ráfaga Corta |
| 645             | M16A2                      | 508 mm             | A2 profile (1:7 twist)    | Acanalado                  | A2 fija                 | A2        | A2                                     | A2                                     | A2                | A2                         | Apagallamas M16A2 "Jaula"              | Si            | Si                   | Si                | Seguro-Semi-RC                              |
| 645E            | M16A2E1                    | 508 mm             | A2 profile (1:7 twist)    | Acanalado                  | A2 fija                 | A2        | A2                                     | Plano, con riel Colt                   | Levadiza          | Plegable                   | Apagallamas M16A2 "Jaula"              | Si            | Si                   | Si                | Seguro-Semi-RC                              |
| N/A             | M16A2E2                    | 508 mm             | A2 profile (1:7 twist)    | semi-ovoidal con guía HEL  | ACR plegable            | ACR       | A2                                     | Plano, con riel Colt                   | No tiene          | A2                         | Freno de boca ACR                      | Si            | Si                   | Si                | Seguro-Semi-RC                              |
| 646             | M16A2E3/M16A3              | 508 mm             | A2 profile (1:7 twist)    | Acanalado                  | A2 fija                 | A2        | A2                                     | A2                                     | A2                | A2                         | Apagallamas M16A2 "Jaula"              | Si            | Si                   | Si                | Seguro-Semi-Auto                            |
| 655             | M16A1 Special High Profile | 508 mm             | HBAR profile (1:12 twist) | Triangular                 | A1 fija                 | A1        | A1                                     | A1                                     | A1                | A1                         | Apagallamas M16A1 "Jaula"              | Si            | No                   | Si                | Seguro-Semi-Auto                            |
| 656             | M16A1 Special Low Profile  | 508 mm             | HBAR profile (1:12 twist) | Triangular                 | A1 fija                 | A1        | A1                                     | A1 con base Weaver modificada          | A1 de Perfil Bajo | A1 con cubierta protectora | Apagallamas M16A1 "Jaula"              | Si            | No                   | Si                | Seguro-Semi-Auto                            |
| 945             | M16A2E4/M16A4              | 508 mm             | A2 profile (1:7 twist)    | Acanalado o K342AC M5 RAS  | A2 fija                 | A2        | A2                                     | Plano con riel MIL-STD-1913            | No tiene          | A4                         | Apagallamas M16A4 "Jaula"              | Si            | Si                   | Si                | Seguro-Semi-RC                              |